# Mahi Kantha Agency
Die Mahi Kantha Agency (Mahī Kāntha dt.: „Ufer des Mahi“) war eine 1820 bis 1924 bestehende verwaltungsmäßige Gruppierung von indischen Fürstenstaaten zur Zeit der Kolonialherrschaft. Sie war neben den Rewa Kantha, Palanpur und Kathiawar die vierte Agency in Gujarat. Benannt ist sie nach dem Fluss Mahī, dem Mophis des Ptolemäus, der im Periplus Mais genannt wird. Ihre geographische Lage erstreckte sich etwa zwischen 23° und 24° 28' N sowie 72° 40' und 74° 5' O. Sie war 8062 km² groß. Ein großer Teil der Bevölkerung gehörte zu den sogenannten tribals, meist Angehörige der Stämme der Bhil und Koli. Die Agency wurde 1924–1944 in die Western India States Agency integriert.

## Geschichte
Nach den indigenen Bewohnern wanderten, wohl ab dem 8. Jahrhundert, die Rajputen zu. Die weitere muslimische Expansion im 11.–13. Jahrhundert verdrängte noch mehr Rajputen aus ihren angestammten Gebieten in die Region. Seit dem 15. Jahrhundert unterstand das Gebiet größtenteils den Sultanen von Ahmedabad. Der letzte unabhängige Rajputen-Herrscher, Jagganāth, Fürst von Idar, wurde von den Invasoren 1656 vertrieben. Es folgte die Herrschaft der Moguln, die von den Mahraten abgelöst wurden. Letztere sandten in zwei- bis dreijährlichem Turnus eine Armee zum Zwecke der Tributerhebung (mulk-giri). Diese Praxis wurde 1753 von Baroda übernommen. Die Zersplitterung des Territoriums lässt sich auf die bis ins 19. Jahrhundert praktizierte Erbteilung zurückführen.
Die Briten erklärten sich 1811 bereit, die Tribute für den Gaekwar, also den Maharaja von Baroda, zu erheben, der sich dafür in der Region nicht mehr betätigte. Vollkommen unter koloniale Kontrolle kam Mahi Kantha dann 1820, nachdem lokale Aufstände niedergeschlagen worden waren. 1833–1836 war es nochmals unruhig und nach dem Aufstand 1857 wurde die Bevölkerung entwaffnet. 1878/9 kam es zur Einführung eines Branntweinmonopols.
Die Volkszählungen ergaben 1872: 447.056, 1881: 517.485, 1891: 581.568 und 1901: 361.545 Einwohner. Die Bevölkerungsabnahme von 38 % ist auf die Hungersnöte 1896-8 und 1899–1902 zurückzuführen. Die gesamte eingetriebene Steuer sank zwischen 1899 und 1903 jedoch nur um 4 %. Während der letzten großen Hungersnot erhielten etwa 43.000 Personen Unterstützung. Um die Rationen, die weniger als die Hälfte dessen ausmachten, was einem Sträfling zustand, zu erhalten, musste schwerste körperliche Arbeit geleistet werden.
Das von allen Länder gemeinsam finanzierte Scott College in Sādra diente der Ausbildung derjenigen Fürstensöhne, die nicht auf das Rajkumār College von Kathiawar gesandt werden konnten. Anfang des 20. Jahrhunderts gab es 117 weitere Schulen, zusätzlich zu vieren, die von Missionaren speziell für Bhil-Kinder betrieben wurden.

## Organisation
Die Agency unterstand der Regierung der Bombay Presidency. Ebenso wie die meisten Staaten von Kathiawar und der Rewa Kantha Agency waren die Herrscher dem Gaekwar, also dem Maharaja von Baroda (G) und in vielen Fällen zugleich den Briten (B) oder Idar (I), tributpflichtig. Im Mai 1877 wurden die Staaten nach ihrer Wichtigkeit in sieben Klassen unterschieden. Die Klassen unterschieden sich hauptsächlich in den Befugnissen der Gerichtsbarkeit, die der Herrscher ausüben durfte. Die Herrschaften der Klassen 4–7 wurden nicht mehr als Staat (state), sondern tālukas bezeichnet.
Der Agent an der Spitze pflegte direkte Verbindungen zu den Staaten der obersten drei Klassen. Um die anderen Ländchen kümmerten sich seine drei Assistenten. Der Assistant Political Agent war auch zuständig für die Polizei. Der Personal Assistant kontrollierte alle tālukas die wegen Missmanagement oder Minderjährigkeit des Herrschers unter direkte Verwaltung kamen. Der Native Assistant überwachte die 39 Gefängnisse, Finanzen und der Sādra Bazar (1901: 1600 Einwohner, < 2,5 km²). Die Grundsteuer wurde nicht im Rahmen eines permanent settlement durch Steuerpächter eingetrieben, sondern direkt vom Bebauer erhoben.
1. Klasse
Lediglich der Raja (ab 1843 Maharaja) von Idar (= Nani Marwar; 1891: 6450, 1941: 4306 km²), mit der Hauptstadt Ahmadnagar, der auch zu 15 Schuss Salut berechtigt war, fiel in diese Klasse. Er gehörte damit automatisch der 1921 geschaffenen Chamber of Princes an. Man hatte das Recht der Blutsgerichtsbarkeit. Lediglich bei Verfahren, in denen wegen eines Kapitalverbrechens gegen (weiße) britische Untertanen verhandelt werden sollte, bedurften der Zustimmung des Agents.
2. Klasse
Die Fürsten der 2. Klasse durften Zivilsachen bis 20.000 Rs. (1901) verhandeln. Todesurteile gegen Eingeborene mussten vom Agent bestätigt werden.
- Der Raja von Pol herrschte 1901 über 3900 Personen, die auf 346 km² in 46 Dörfern lebten. Sie zahlten 17.000 Rs Steuern, von denen kein Tribut an andere gezahlt werden musste.
- Danta: dem Maharana des 895 km² großen Landes, das 1901 18.000 Einwohner hatte, standen 9 Salutschüsse zu. Von den Steuern mussten Tribute an den Gaekwar, Idar und Palanpur gezahlt werden.

3. Klasse
Die Herrscher dritter Klasse durften in Zivilsachen bis 5000 Rs. (1901; 1930: 10000) entscheiden und in Strafsachen bis zu zwei Jahre Haft oder Geldstrafen bis zu 1000 Rs (1930: 5000), jedoch nicht gegen Briten, aussprechen.
- Mālpur, 250 km²: der Rāwāl hatte 1882 über 13000, 1901 nur noch 8665 Untertanen, deren Zahl stieg bis 1931 wieder auf 13522 (dann Steuern: ø 106000). Sie lebten in 59 Dörfern. Tribute gingen an Idar, die Briten und Baroda. Gründer des Staates war Virajmal ein jüngerer Sohn des achten Rao von Idar.
- Mānsa: der Rāwāl hatte 1882 über 14.000 Untertanen, 1901: 15639. Etwa 1/6 ihrer knapp 67.000 Rs. Steuern gingen 1903 an Baroda.
- Mohanpur, 230 km²: die knapp 16.000 Untertanen (1901) des Thākur zahlten 1903 22.700 Rs Steuern, von denen Baroda 4750 und Idar 245 erhielt.

4. Klasse
In dieser und den niederen Klassen wurden die Rechte des Chief als Gerichtsherrn immer geringer. Zwar kam nach deren Erlass üblicherweise der Code of Criminal Procedure und das Strafgesetzbuch zur Anwendung, jedoch wurde bereits seit 1838 insbesondere im Bezug auf die „rückständigen Wilden“ lokales Gewohnheitsrecht, bevorzugt Kollektivgeldstrafen für Dörfer und Auspeitschungen, angewendet.
| Land                  | Bevölkerung (Tsd.)                | Fläche (km²) | Steueraufkommen 1903/04 (Rs.) (Tribut)      | Herrschertitel, Anmerkungen |
| --------------------- | --------------------------------- | ------------ | ------------------------------------------- | --- |
| Amlīyārā (= Ambliara) | 7,27                              | 155          | 7672 (317 G) 1941: < 120.000                | Thakur, Gebietsgewinn im 20. Jh. (+ ca. 50 km²), 1930 wegen fähiger Verwaltung des Herrschers in die 3. Klasse |
| Ghorasār (= Ghodasar) | 1891: 8,4; 1901: 6,2; 1941: 6,7   | 16           | 13415 (3501 G, 488 Kaira) 1941: 51000       | |
| Ilol                  | 1891: 5,7; 1901: 3,8; 1941: 4,7   | ca. 50       | 21000 (1863 G, 17 Ahmadnagar) 1941: ø 55000 | Thakur. Ab 1933 Gerichtsbarkeit entspr. 3. Klasse |
| Katosan               | 1891: 1,7; 1901: 5,5              | 41           | 26617 (4893 G, 469 I)                       | Thakur. Erbteilung 1884 untersagt. |
| Khadāl                | 1901: 2,2                         | 21           | 16440 (1751 G, 250 Atarsumbar)              | |
| Pethāpur              | 1891: 7,01; 1901: 5,7; 1941: 5,44 | 28           | 18470 (8632 G, 750 I)                       | Staatsgründung 1445 durch einen jüngeren Sohn von Anhilwara Patan aus dem Waghela-Rajputenklan. Die Verlagerung von Handelswegen (Eisenbahn) führte zu wirtschaftlichen Niedergang in der ersten Hälfte des 20. Jahrhunderts. Hoher Anteil von Jain. Der Thakur Fatehsinhji Gambhir Sinhji (* 2. Okt. 1895) kam am 1. Nov. 1918 ins Amt. Sein am 7. Okt 1921 geborener Sohn Yuvaraj Bhupendrasinshji wurde Anfang der 1940er noch an den Staatsgeschäften beteiligt. |
| Punādra               | 1891: 3,7; 1901: 3,7; 1941: 2,8   | 28           | 1903: 15598 (375 G) 1941: 30000 (269/3/8 G) | Miān. Der Herrscher Harisinghji, ein Koli-Häuptling, konvertierte zum Islam 1463. Die letzten drei Herren waren: 1) Abhbsinghji Amarsinghji, * 6. Aug. 1863, reg. unter Vormundschaft seit 12. März 1865; 2) Shivsinghji, † 14. Februar 1939; 3) Abhbsinghji Shivsinghji, * 22. Juni 1903, reg. ab 26. Oktober 1939, ältester Sohn * 1936, Tochter * 1942. Staat erhielt an Subsidien 1941 von Baroda 1560/12/0 Rs (giras) und von den Briten 905/- (kothali santh). |
| Ranāsan               | 1891: 4,8; 1901: 3,2; 1941: 5,9   | 77,4         | 9018 (373 G, 3 B); 1941: ca. 40000          | Thakur. Dynastie stammt von Pramara-Rajputen (gegr. von Chandravati). Ahnherr ist Jaipāl, der von Chandravati nach Harol zog. Dessen 13. Nachfahr Prithvi Rāj etablierte sich 1227 in Ghorwara, dem damaligen Hauptort des Staates. Der letzte Herrscher Jashwant Singh (* 3. Feb. 1916; reg. ab 2. Dez. 1938) hatte drei Frauen. Sein Sohn Jagdevinjsinhji (* 1. Apr. 1940) kam nicht mehr ins Amt.                                                                 |
| Varsora               | 1901: 3,6                         | 28           | 10817 (1383 G)                              | |

5. bis 7. Klasse
| Land (Klasse)                | Bevölkerung 1901 (Tsd.)             | Fläche (km²)    | Steueraufkommen 1903/04 (Rs.) (Tribut)                         | Anmerkungen |
| ---------------------------- | ----------------------------------- | --------------- | -------------------------------------------------------------- | --- |
| Bavisi-Thāna                 | 28,5                                | 247 (93 Dörfer) | 16733 (1 R. Kopfsteuer separat veranlagt G)                    | Chief ist Oberhaupt von 24 selbstverwaltenden Dörfern, das bedeutendste ist Barmuada. |
| Bhālusna (6.)                | 2,2                                 | 24              | 1277 (1163 I)                                                  | Thakur. |
| Bolundra                     | 0,74                                | < 14            | ? (134 I)                                                      | |
| Chandap (7.)                 | 0,588                               | < 10            | 546 (71 G, 217 I)                                              | Mātadāri-Dorf ohne eigentliches Oberhaupt |
| Dabhā (5.)                   | 1,3                                 | ? 25            | 4379 (150 G, 53 Amlīyārā)                                      | |
| Dadhāha (5.)                 |                                     |                 | 3630 (? G, ? I)                                                | |
| Dedhrota (6.)                | 1901: 0,72; 1941: 1,2               | 29⅔             | 2203 (699 G, 74 I) 1941: 13000 (678 G)                         | Gerichtsbarkeit 1941: Strafmaß bis 3 Monate und 200 Rs. Buße. Zivilsachen bis 500 Rs. Schulbesuch und ärztliche Versorgung kostenlos.                                                                            |
| Deloli (7.)                  | 0,8                                 | < 3             | 3695 (256 G)                                                   | |
| Derol (6.)                   | 1891: 1,22; 1901: 0,84              | 5               | 1823 (512 G, 17 I)                                             | Thakur. |
| Gabāt (7.)                   |                                     |                 |                                                                | |
| Gokalpura                    | 0,182                               | < 2,5           | (42 G)                                                         | ohne eigenen Chef |
| Hadol (= Harol; 6.)          | 1891: ca. 3; 1901: 2,6              | < 70            | 3900 (113 G, ? I)                                              | ohne Gerichtsbarkeit |
| Hapa (6.)                    | 1891: 1,5; 1901: 0,883; 1941: 0,983 | 23              | 1903: 3074 (1025 G, 219 I) 1941: ø 14000 (994/1/8 G, 218/13 I) | Thakur. |
| Ijpura (7.)                  | 0,342                               |                 | 3051 (239 G)                                                   | |
| Kadoli (6.)                  | 1901: 0,93; 1931: 1,4               | 20,6            | 3782 (513 G, 93 I)                                             | Die letzten drei Thakurs dieses Hauses aus dem Klan der Makwana-Rajputen: Bhawansinji, Kubersinhji Bhawansinji (* 1888, reg. 1914, wegen hohen Alters zurückgetreten), Sursinhji (* 1901)                        |
| Kherāvāda (= Khedawada) (6.) | 1891: 1,3; 1901: 0,804; 1941: 1,7   | 69⅔             | 3758 (303 G, 93 I); 1941: 17000 (293/7/3 G)                    | Thakur. 4 Dörfer. 1941 waren Schulbesuch und ärztliche Versorgung gratis. Es bestand kein Krankenhaus. Gerichtsbarkeit in Strafsachen 6 Monate, Geldstrafen bis 250 Rs.; Zivilsachen bis 1000 Rs.                |
| Likhi (7.)                   | 1891: 1,3; 1901: 0,59; 1941: 1,2    | 23              | 1901: ca. 2500 1941: ca. 9000 (kein Tribut)                    | Der letzte Thakur war Kesarsinghji (reg. 22. Mai 1939). Vor 1930 keine Gerichtsbarkeit, dann Zivilverfahren bis 500 Rs., Strafen bis 3 Monate und 200 Rs Buße.                                                   |
| Magori (5.)                  | 1891: 3,1; 1901: 1,7                | < 60            | > 5000 (93 I)                                                  | Thakur. 27 Dörfer. Die herrschende Magori-Dynastie, begründet von Ratansinghji einem nachgeborenen Sohn des Rawal von Mālpur, führte ihren Ursprung über die Raos von Idar auf ältesten Rajputenursprung zurück. |
| Maguna (7.)                  | 3,23                                |                 | 11959 (892 G)                                                  | 5 Dörfer |
| Memadpura (7.)               | 0,45                                |                 | 1800 (175 G)                                                   | |
| Motā Kotana (7.)             | 0,82                                |                 | 570 (? I)                                                      | 3 Dörfer |
| Muljī-na-pāna (7.)           | 0,22                                |                 | (25 G)                                                         | kein eigener Chef |
| Pālej (7.)                   | 1,9                                 |                 | 4906 (399 G)                                                   | 3 Dörfer |
| Prempur (6.)                 | 1,6                                 |                 | 3991 (187 G, 47 I)                                             | 5 Dörfer |
| Ramās (6.)                   | 1891: 1,74; 1901: 0,8               | 15,5            |                                                                | Familie soll aus dem Rajputenklan der Jhala stammen. Letzter Herrscher war Man Sinhji, * 14. Aug. 1912. |
| Rupāl (5.)                   | 1891: 3,5                           | 41              | 7045 (1165 G, 365 I)                                           | Thakur, 13 Dörfer |
| Satlāsna (6.)                | 1891: 7,9; 1901: 4,9                |                 | (2794 G)                                                       | Thakur |
| Santhād (7.)                 | 3,35                                |                 | (1774 G)                                                       | |
| Tejpura (7.)                 | 1,0                                 |                 | 3500 (308 G)                                                   | 3 Dörfer |
| Timba (7.)                   | 1,68                                |                 | 935 (50 I)                                                     | 5 Dörfer |
| Umari (7.)                   | 1,026                               |                 | 565 (? I)                                                      | |
| Vadia (5.)                   | 1941: < 15                          | 232             | 1941: ca. 250000                                               | |
| Valāsna (= Valasnia; 5.)     | 1941: 3,9                           | 54,1            | 1941: ca. 26000                                                | |
| Varāgām (= Vadagam; 5.)      | 1891: 3,4; 1901: 2,1; 1941: 4,6     | 72¼             | 5841 (kein Tribut) 1941: ø 35000                               | Thakur. Die Familie sind Rehwār-Rajputen. Als letzter Herrscher kam Vakhatsinhji (* 17. Nov. 1918) am 29. Aug. 1939 ins Amt.                                                                                     |

Die 1819 zunächst dieser Agency zugeordneten Staaten Sunth und Lunawara kamen 1819 an Rewa Kantha. Jher (< 30 km²) und Nirmali (25 km²) gehörten dem Maharaja von Baroda und dem Mian von Mandwa gemeinsam. Sie wurden vom Agent in deren Auftrag verwaltet.